# تام بالدوین
تام بالدوین (به انگلیسی: Tom Baldwin) یکی از شخصیت های سریال ۴۴۰۰ که مامور NTAC و پدر و عموی دو تا از شخصیت های ۴۴۰۰ است. جوئل گرچ بازیگر این نقش است.